# Queen II
Queen II – drugi album studyjny brytyjskiego zespołu rockowego Queen.
Sesja nagraniowa albumu odbyła się w 1973, a został on wydany w 1974. Zamiast typowego nazwania stron płyty A oraz B, zostały one określone jako „Strona biała” (ang. Side White) i „Strona czarna” (ang. Side Black). Odpowiadały im zdjęcia muzyków zespołu umieszczone na okładce (ubranych całkowicie na czarno, lub na biało). Album spotkał się z bardzo zróżnicowanym odbiorem przez krytykę. Zawiera pierwszy utwór Queen, który dostał się do pierwszej dziesiątki brytyjskich list przebojów („Seven Seas of Rhye”). W wywiadzie, który ukazał się w 1989 na łamach amerykańskiego czasopisma Rolling Stone, wokalista kalifornijskiego zespołu Guns N’ Roses – Axl Rose – stwierdził, że jego ulubionym albumem w dyskografii Brytyjczyków jest Queen II.

## Lista utworów
Strona biała
| 1. | "Procession" (May)                | 1:12  |
|    |                                   |       |
| 2. | "Father to Son" (May)             | 6:14  |
|    |                                   |       |
| 3. | "White Queen (As It Began)" (May) | 4:33  |
|    |                                   |       |
| 4. | "Some Day One Day" (May)          | 4:21  |
|    |                                   |       |
| 5. | "The Loser in the End" (Taylor)   | 4:01  |
|    |                                   |       |
|    |                                   | 20:21 |
|    |                                   |       |
Strona czarna
| 1. | "Ogre Battle" (Mercury)                      | 4:08  |
|    |                                              |       |
| 2. | "The Fairy Feller's Master-Stroke" (Mercury) | 2:41  |
|    |                                              |       |
| 3. | "Nevermore" (Mercury)                        | 1:17  |
|    |                                              |       |
| 4. | "The March of the Black Queen" (Mercury)     | 6:33  |
|    |                                              |       |
| 5. | "Funny How Love Is" (Mercury)                | 2:48  |
|    |                                              |       |
| 6. | "Seven Seas of Rhye" (Mercury)               | 2:48  |
|    |                                              |       |
|    |                                              | 20:15 |
|    |                                              |       |

## Wydania
Dodatkowe utwory umieszczone na wydaniu Hollywood Records z 1991:
1. "See What A Fool I've Been" (May)
2. "Ogre Battle" (1991 Remix) (Mercury)
3. "Seven Seas of Rhye" (1991 Remix) (Mercury)

## Twórcy
- Freddie Mercury - śpiew, fortepian, klawesyn
- John Deacon - gitara basowa, gitara akustyczna
- Roger Taylor - perkusja, śpiew, gitara w utworze "The Loser In The End"
- Brian May - gitara, śpiew, fortepian, organy Hammonda, dzwonki

## Certyfikaty i sprzedaż
| Kraj                  | Certyfikat      | Sprzedaż |
| --------------------- | --------------- | -------- |
| Kanada (MC)           | platynowa płyta | 100 000+ |
| Polska (ZPAV)         | platynowa płyta | 20 000+  |
| Wielka Brytania (BPI) | złota płyta     | 100 000+ |